# Stefan Kayat
Stefan Kayat, född 1966, är en svensk illustratör och folkmusiker. Han illustrerade flera av Äventyrsspels produkter under 1980-talet. Bland dessa märks Svavelvinter, en kampanjmodul till Drakar och Demoner, tidskriften Sinkadus samt soloäventyr i skräckgenren. Därtill har Kayat illustrerat arkeologiska forskningspublikationer.
Som musiker har Kayat främst ägnat sig åt medeltidsmusik, irländsk folkmusik och svensk folkmusik, främst med grupperna O'Ryan's Belt, Jigfoot, The Hare’s Paw och Herr Arnes Penningar. Han är multiinstrumentalist - bl.a. på olika flöjter, svensk säckpipa, uilleann pipes, mandolin och mungiga - och sångare.
Kayat är son till den tunisisk-svenske författaren och dramatikern Claude Kayat.